# 熊ヶ谷部屋
熊ヶ谷部屋（くまがたにべや）は、かつて東京大角力協会や日本相撲協会に存在した相撲部屋。

## 沿革

### 8代・9代熊ヶ谷時代
明治時代に玉垣部屋の幕下・荒玉辰之助が8代熊ヶ谷を襲名して部屋を創設した。1921年（大正10年）1月場所限りで老齢を理由に廃業し、年寄名跡は友綱部屋（前1・海山）所属の幕内・敷嶌猪之助に譲渡した。そのとき、相続争いの関係で、幕内・清瀬川（後に関脇）は自分の内弟子たちを連れて楯山部屋に移籍し、後に伊勢ヶ濱部屋を興した。
敷嶌は8代の廃業と同時に現役を引退して9代熊ヶ谷を襲名し、幕内・大熊宗清を育てた。その後、1957年（昭和32年）1月に死去し、遺弟子（その中にのちに十両に昇進した鎌錦がいた）は荒磯部屋（横綱・照國、後の伊勢ヶ濱部屋）に移籍して熊ヶ谷部屋は閉じられた。この部屋は伊勢ヶ濱一門に所属していた。

### 10代熊ヶ谷時代
現役時代は高嶋部屋の所属だった元大関・三根山が1960年（昭和35年）1月場所の現役引退後に10代熊ヶ谷を襲名して独立し、熊ヶ谷部屋を創設。1961年（昭和36年）5月に10代高嶋を襲名し部屋名称が新・高嶋部屋へ改称されるまで経営していた。

### 12代熊ヶ谷時代
1964年（昭和39年）1月場所限りで引退した友綱部屋（小結・巴潟）所属の元幕内・芳野嶺は、12代熊ヶ谷を襲名して友綱部屋の部屋付き親方として後進の指導にあたっていたが、長男が入門してきたことを機に、1978年（昭和53年）5月に長男1人だけを連れて友綱部屋から分家独立して熊ヶ谷部屋を創設した。当時は、親1人子1人の相撲部屋として話題になった。
1982年（昭和57年）9月場所後、兄弟子であった10代高嶋が体調を崩して部屋経営を断念し、高嶋部屋が閉鎖になったため、幕内・高望山らが移籍してきた。12代熊ヶ谷は、高望山を関脇に、直弟子から十両・芳昇を育てた。停年（定年）退職を迎えた1996年（平成8年）5月場所限りで部屋を閉じ、所属力士2名は立浪部屋に移籍した。

## 師匠
- 8代：熊ヶ谷弥三郎（くまがたに やさぶろう、下12・荒玉、和泉国）
- 9代：熊ヶ谷猪之助（くまがたに いのすけ、前4・敷嶌、富山）
- 10代：熊ヶ谷紀行（くまがたに よしゆき、大関・三根山、東京）
- 12代：熊ヶ谷泰輔（くまがたに やすすけ、前8・芳野嶺、青森）

## 力士

### 幕内
関脇
- 高望山大造（宮城）

平幕
- 大熊宗清

### 十両
- 芳昇幸司（福岡）